# Gare de Tomter
La gare de Tomter est une gare ferroviaire norvégienne de la ligne d'Østfold (Østre linje), située sur le territoire de la commune de Hobøl dans le comté d'Østfold.
Mise en service en 1882, c'est une gare de la Norges Statsbaner (NSB). Elle est distante de 37,20 km d'Oslo. 

## Situation ferroviaire
La halte de Tomter se situe entre les gares de Skotbu et de Knapstad.

## Histoire
La gare fut mise en service lorsque la ligne de l'est reliant Ski - Mysen - Sarpsborg fut achevée en 1882.

## Service des voyageurs

### Accueil
C'est une gare sans personnel,  disposant d'une salle d'attente et d'abris pour les voyageurs  .

### Desserte
Tomter est desservie par des trains locaux en direction de Skøyen et de Rakkestad. 

### Intermodalités
Un parking, de 60 places, pour les véhicules et un parc à vélo couvert y sont aménagés .